# Phraortes fengkaiensis
Phraortes fengkaiensis är en insektsart som beskrevs av Chen, S.C. och J. Xu 2008. Phraortes fengkaiensis ingår i släktet Phraortes och familjen Phasmatidae. Inga underarter finns listade i Catalogue of Life.